# アールツェラール
アールツェラール （オランダ語: Aartselaar [ˈaːrtsəlaːr]、古綴：Aertselaer）はベルギーのアントウェルペン州にある基礎自治体。 アールツェラール町のみで構成され、アントウェルペンの南郊外に位置する。 2006年1月1日の時点で、人口は14,375人、面積は10.93 km² で、人口密度は1,316人。 メモリアル・リック・ファン・ステーンベルヘンと呼ばれる自転車レースで知られる。

## 歴史
1758年から1763年の期間、ボームからアールツェラールを通ってアントウェルペンに至るレンガの道が建設されたが、産業開発は進まず、農業が主体であった。 19世紀初頭、この地域の半分以上が農地であり、人口増加しはあまり増加しなかった。
1940年5月20日頃にドイツ軍によって占領され、1944年9月7日頃に解放された。
第二次世界大戦後、自治体はアントワープ-ブリュッセルを結ぶA12号線の上にあり、アントワープ郊外に近いため、産業は農業から工業へ発展した。 1950年から1964年の間に30の新しい会社が設立され、人口が流入し、数多くの住宅地が建設された。その結果、自治体の農業は急激に衰退し、園芸だけが生き残った。人口は特に1960年から1985年にかけて増加した。はさらに、アントワープの多くの卸売および配送センターの機能がA12号線沿いに集積する郊外都市となっている。人口は1995年頃に14,500人で最大に達した後、わずかに減少した。なお、アールツェラールは1977年の大規模な基礎自治体の合併に関与せず、自治体として発足して以来、地域の変更はない。

## 人口
- 注：1806年から1970年までは国勢調査、1971年以降は毎年1月1日の住民数[2]

## 姉妹都市
タンジェ（モロッコ）